# Giải vô địch bóng đá nữ thế giới 2015
Giải vô địch bóng đá nữ thế giới 2015 là giải vô địch bóng đá nữ thế giới lần thứ bảy, là lần thứ hai được tổ chức tại Bắc Mỹ và là lần đầu tiên tổ chức ở Canada. Tháng 3 năm 2011, Canada giành được quyền đăng cai sự kiện 4 năm 1 lần này. Giải đấu diễn ra từ ngày 6 tháng 6 tại sáu thành phố và kết thúc ngày 5 tháng 7 năm 2015 bằng trận chung kết. Hoa Kỳ giành chức vô địch World Cup lần thứ ba sau khi vượt qua đương kim vô địch Nhật Bản với tỉ số 5–2 trong trận chung kết và trở thành đội bóng giàu thành tích nhất với 3 lần đăng quang.
Giải cũng là kỳ World Cup đầu tiên có sự tham dự của 24 tuyển, tăng 8 đội so với con số 16 vào năm 2011. Đội tuyển Canada được đặc cách thi đấu với tư cách chủ nhà trong khi 134 đội tuyển thi đấu tại các giải đấu vòng loại của mỗi khu vực để xác định 23 suất còn lại. Với sự mở rộng của giải, tám đội tuyển lần đầu tiên lần đầu tiên có mặt tại vòng chung kết World Cup.
Giải đấu năm 2015 cũng lần đầu áp dụng công nghệ goal-line với hệ thống Hawk-Eye. Đây cũng là kỳ World Cup đầu tiên của cả nam và nữ được thi đấu hoàn trên mặt cỏ nhân tạo. Đã có nhiều lo ngại về rủi ro mà mặt cỏ nhân tạo gây ra, tuy vậy đòi hỏi pháp lý về việc các trận đấu phải được thi đấu trên sân cỏ tự nhiên đã bị bác bỏ vào tháng 1 năm 2015.

## Cuộc đua giành quyền đăng cai
Quốc gia giành quyền đăng cai Giải vô địch bóng đá nữ thế giới cũng sẽ trở thành chủ nhà của Giải vô địch bóng đá nữ U-20 thế giới của năm trước đó. Việc đăng ký trở thành ứng cử viên sẽ phải được đệ trình lên trước tháng 12 năm 2010. Có hai quốc gia tham gia giành quyền đăng cai giải vô địch bóng đá nữ thế giới 2015 là:
- Canada[7]
- Zimbabwe

Tuy nhiên Zimbabwe rút lui vào ngày 1 tháng 3 năm 2011 một phần do sự bất ổn về kinh tế và chính trị. Vì vậy, Canada nghiễm nhiên trở thành nước chủ nhà của giải đấu này.

## Vòng loại

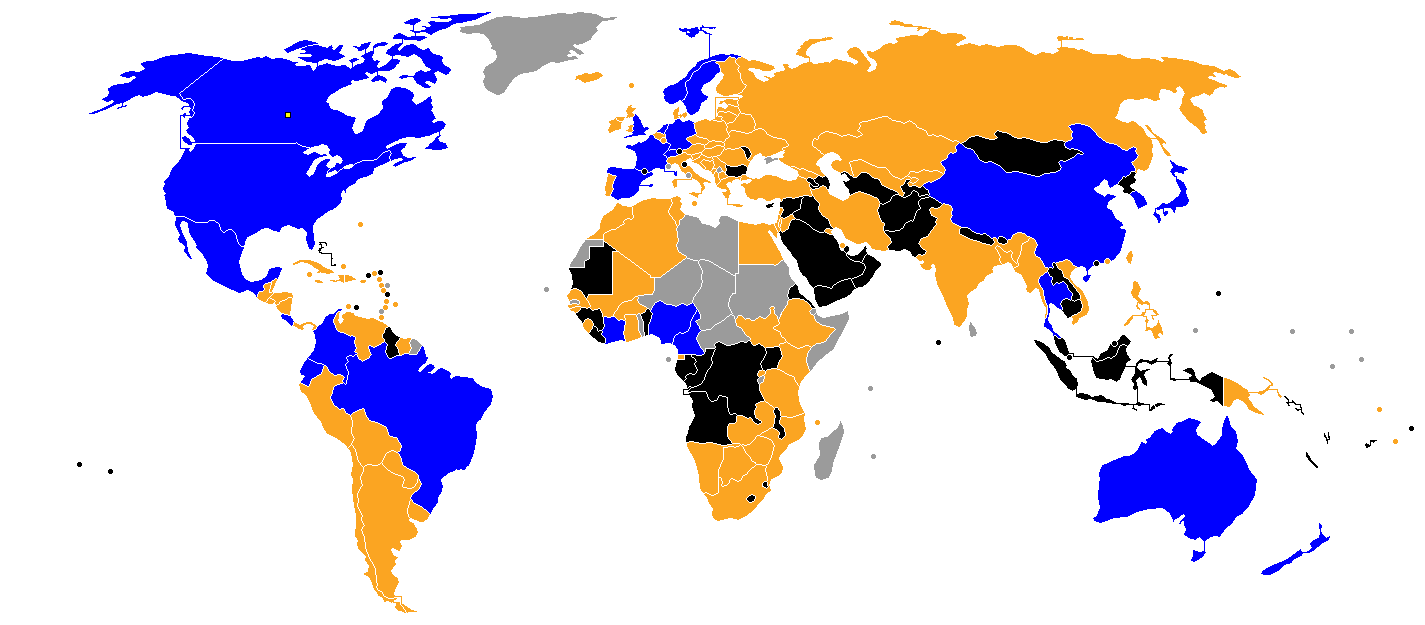
Đội giành quyền tham dự
Đội không vượt qua vòng loại
Đội không tham dự vòng loại
Không thi đấu trong thời gian dài

Từ giải đấu này, số đội tham dự sẽ tăng từ 16 lên 24, với số trận đấu được kéo dài từ 32 lên đến 52. Vào ngày 11 tháng 6 năm 2012, FIFA công bố suất dự vòng chung kết giải vô địch bóng đá nữ thế giới 2015 như sau:
- AFC (Châu Á): 5 suất (nâng lên từ 3)
- CAF (Châu Phi): 3 suất (nâng lên từ 2)
- CONCACAF (Bắc, Trung Mỹ và Caribe): 3,5 suất (nâng lên từ 2,5)
- CONMEBOL (Nam Mỹ): 2,5 suất (nâng lên từ 2)
- OFC (Châu Đại Dương): 1 suất (từ năm 2011)
- UEFA (Châu Âu): 8 suất (nâng lên từ 4,5)
- Chủ nhà: 1 suất (như năm 2011)

Đội tuyển CHDCND Triều Tiên bị cấm tham dự giải đấu này do 5 cầu thủ của họ bị phát hiện dùng chất kích thích tại giải vô địch bóng đá nữ thế giới 2011.

### Các đội tham dự
| Đội tuyển   | Liên đoàn | Phương thức loại                         | Ngày giành vé        | Số VCK | VCK gần nhất | Thành tích tốt nhất          | Hạng FIFA trước giải |
| ----------- | --------- | ---------------------------------------- | -------------------- | ------ | ------------ | ---------------------------- | -------------------- |
| Canada      | CONCACAF  | Chủ nhà                                  | 3 tháng 3 năm 2011   | 6      | 2011         | Hạng tư (2003)               | 8                    |
| Trung Quốc  | AFC       | Hạng ba Cúp bóng đá nữ châu Á            | 17 tháng 5 năm 2014  | 6      | 2007         | Á quân (1999)                | 16                   |
| New Zealand | OFC       | Vô địch Cúp bóng đá nữ châu Đại Dương    | 29 tháng 10 năm 2014 | 4      | 2011         | Vòng bảng (1991, 2007, 2011) | 17                   |
| Hà Lan      | UEFA      | Chiến thắng play-off                     | 27 tháng 11 năm 2014 | 1      | —            | —                            | 12                   |
| Đức         | UEFA      | Nhất bảng 1                              | 13 tháng 9 năm 2014  | 7      | 2011         | Vô địch (2003, 2007)         | 1                    |
| Bờ Biển Ngà | CAF       | Hạng ba Giải vô địch bóng đá nữ châu Phi | 25 tháng 10 năm 2014 | 1      | —            | —                            | 67                   |
| Na Uy       | UEFA      | Nhất bảng 5                              | 13 tháng 9 năm 2014  | 7      | 2011         | Vô địch (1995)               | 11                   |
| Thái Lan    | AFC       | Hạng 5 Cúp bóng đá nữ châu Á             | 21 tháng 5 năm 2014  | 1      | —            | —                            | 29                   |
| Nhật Bản    | AFC       | Vô địch Cúp bóng đá nữ châu Á            | 18 tháng 5 năm 2014  | 7      | 2011         | Vô địch (2011)               | 4                    |
| Thụy Sĩ     | UEFA      | Nhất bảng 3                              | 15 tháng 6 năm 2014  | 1      | —            | —                            | 19                   |
| Cameroon    | CAF       | Á quân Giải vô địch bóng đá nữ châu Phi  | 22 tháng 10 năm 2014 | 1      | —            | —                            | 53                   |
| Ecuador     | CONMEBOL  | Thắng trận play-off CONMEBOL-CONCACAF    | 2 tháng 12 năm 2014  | 1      | —            | —                            | 48                   |
| Hoa Kỳ      | CONCACAF  | Vô địch Giải vô địch bóng đá nữ CONCACAF | 24 tháng 10 năm 2014 | 7      | 2011         | Vô địch (1991, 1999)         | 2                    |
| Úc          | AFC       | Á quân Cúp bóng đá nữ châu Á             | 18 tháng 5 năm 2014  | 6      | 2011         | Tứ kết (2007, 2011)          | 10                   |
| Thụy Điển   | UEFA      | Nhất bảng 4                              | 17 tháng 9 năm 2014  | 7      | 2011         | Á quân (2003)                | 5                    |
| Nigeria     | CAF       | Vô địch Giải vô địch bóng đá nữ châu Phi | 22 tháng 10 năm 2014 | 7      | 2011         | Tứ kết (1999)                | 33                   |
| Brasil      | CONMEBOL  | Vô địch Copa América Femenina            | 26 tháng 9 năm 2014  | 7      | 2011         | Á quân (2007)                | 7                    |
| Hàn Quốc    | AFC       | Hạng 4 Cúp bóng đá nữ châu Á             | 17 tháng 5 năm 2014  | 2      | 2003         | Vòng bảng (2003)             | 18                   |
| Tây Ban Nha | UEFA      | Nhất bảng 2                              | 13 tháng 9 năm 2014  | 1      | —            | —                            | 14                   |
| Costa Rica  | CONCACAF  | Á quân Giải vô địch bóng đá nữ CONCACAF  | 24 tháng 10 năm 2014 | 1      | —            | —                            | 37                   |
| Pháp        | UEFA      | Nhất bảng 7                              | 13 tháng 9 năm 2014  | 3      | 2011         | Hạng tư (2011)               | 3                    |
| Anh         | UEFA      | Nhất bảng 6                              | 21 tháng 8 năm 2014  | 4      | 2011         | Tứ kết (1995, 2007, 2011)    | 6                    |
| Colombia    | CONMEBOL  | Á quân Copa América Femenina             | 28 tháng 9 năm 2014  | 2      | 2011         | Vòng bảng (2011)             | 28                   |
| México      | CONCACAF  | Hạng ba Giải vô địch bóng đá nữ CONCACAF | 26 tháng 10 năm 2014 | 3      | 2011         | Vòng bảng (1999, 2011)       | 25                   |

## Truyền hình

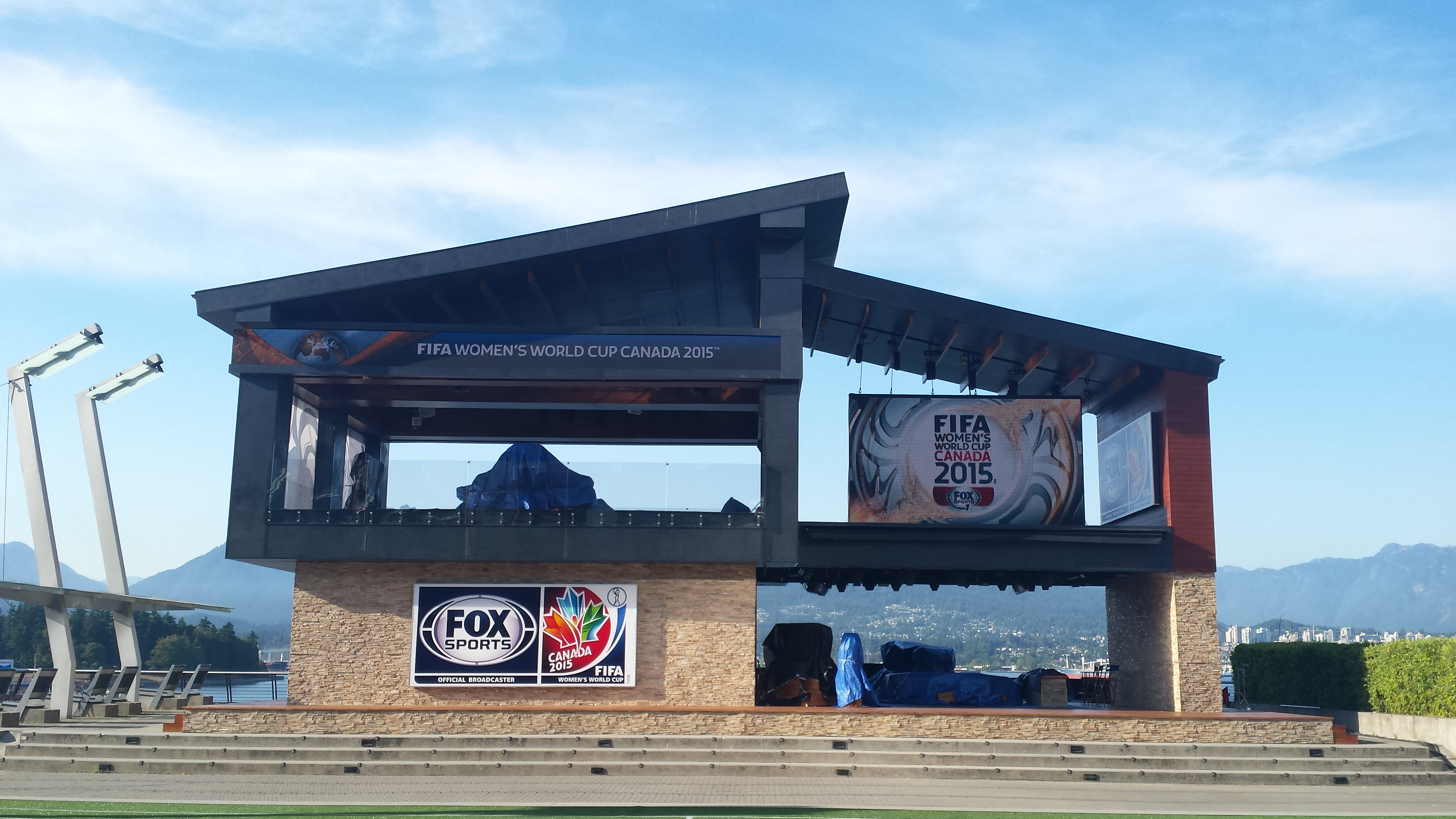
Trường quay của Fox Sports tại Jack Poole Plaza.

Giải vô địch bóng đá nữ thế giới 2015 là một trong những giải đấu đầu tiên của FIFA chịu ảnh hưởng của các hợp đồng bản quyền mới tại hai thị trường Bắc Mỹ. Tại Canada, giải đấu được phát bởi CTV, TSN và RDS (tiếng Pháp) thông qua một thỏa thuận bản quyền mới với công ty mẹ Bell Media. Tại Hoa Kỳ, bản quyền truyền hình tiếng Anh thuộc về Fox Sports. Bản quyền tiếng Tây Ban Nha do NBC Deportes nắm, trong đó các buổi phát sóng được chiếu trên Telemundo và NBC Universo. Fox xây dựng một trường quay tạm thời dành riêng cho World Cup tại Jack Poole Plaza ở Vancouver, ngay ngoài Trung tâm hội nghị Vancouver.
Vào tháng 12 năm 2014, Liên hiệp Phát sóng châu Âu gia hạn bản quyền với các giải đấu của FIFA đối với 37 quốc gia thành viên của tổ chức này. Tại Anh Quốc, tất cả các trận đấu của giải được BBC chiếu trên các kênh BBC Two, BBC Three và BBC Red Button. Tất cả các trận của đội tuyển Anh và một số trận chọn lọc khác được phát trên sóng phát thanh BBC Radio 5 Live. Tại Úc, SBS chiếu trực tiếp toàn bộ 52 trận trên mạng, và phát truyền hình trực tiếp 41 trận trên vô tuyến.

## Linh vật và nhà tài trợ
Vào ngày 17 tháng 6 năm 2014, linh vật của giải đấu, Shuéme, một cô cú trắng đã được công bố tại Bảo tàng Thiên nhiên Canada tại Ottawa.
Năm nhà tài trợ hàng đầu gồm Coca-Cola, Adidas, Hyundai-Kia, Visa, và Gazprom. Trong tuần lễ cuối cùng của giải, chính phủ Canada bổ sung Gazprom vào danh sách các tổ chức bị áp đặt lệnh trừng phạt do ủng hộ Nga sáp nhập Krym. Báo chí cho biết việc bổ sung này bị trì hoãn nhằm tránh gây ảnh hưởng tới hình ảnh của FIFA.

## Địa điểm
Các thành phố Vancouver, Edmonton, Winnipeg, Ottawa, Montreal và Moncton được chọn tổ chức giải. Halifax cũng được tính đến nhưng rút khỏi danh sách ứng cử viên vào tháng 3 năm 2012. Toronto quyết định không đăng cai do có thể trùng lịch với Đại hội Thể thao Liên châu Mỹ 2015. Do FIFA phản đối việc đặt tên nhà tài trợ cho sân vận động, sân Investors Group Field ở Winnipeg và sân vận động TD Place ở Ottawa lần lượt được FIFA nhắc tới với tên là sân vận động Winnipeg và sân vận động Lansdowne trong thời gian diễn ra giải.
Canada từng tổ chức các giải đấu của FIFA như Giải vô địch bóng đá U-16 thế giới 1987, Giải vô địch bóng đá nữ U-19 thế giới 2002, Giải vô địch bóng đá nữ U-20 thế giới 2007 và gần nhất là Giải vô địch bóng đá nữ U-20 thế giới 2014.
| Edmonton                                        | Montréal                                       | Vancouver                                          | Winnipeg                                      |
| ----------------------------------------------- | ---------------------------------------------- | -------------------------------------------------- | --------------------------------------------- |
| Sân vận động Commonwealth                       | Sân vận động Olympic                           | BC Place                                           | Investors Group Field (Sân vận động Winnipeg) |
| 53°33′35″B 113°28′34″T / 53,55972°B 113,47611°T | 45°33′28″B 73°33′7″T / 45,55778°B 73,55194°T   | 49°16′36″B 123°6′43″T / 49,27667°B 123,11194°T     | 49°48′28″B 97°8′45″T / 49,80778°B 97,14583°T  |
| Sức chứa: 56.302                                | Sức chứa: 56.040                               | Sức chứa: 54.320                                   | Sức chứa: 33.422                              |
| Mặt sân: FieldTurf Duraspine                    | Mặt sân: Xtreme Turf                           | Mặt sân: Polytan LigaTurf                          | Mặt sân: FieldTurf Revolution                 |
| Múi giờ: MDT (UTC−6)                            | Múi giờ: EDT (UTC−4)                           | Múi giờ: PDT (UTC−7)                               | Múi giờ: CDT (UTC−5)                          |
|                                                 |                                                |                                                    |                                               |
| EdmontonMonctonMontréalOttawaVancouverWinnipeg  | EdmontonMonctonMontréalOttawaVancouverWinnipeg | Ottawa                                             | Moncton                                       |
| EdmontonMonctonMontréalOttawaVancouverWinnipeg  | EdmontonMonctonMontréalOttawaVancouverWinnipeg | Sân vận động TD Place (Sân vận động Lansdowne)     | Sân vận động Moncton                          |
| EdmontonMonctonMontréalOttawaVancouverWinnipeg  | EdmontonMonctonMontréalOttawaVancouverWinnipeg | 45°23′53,44″B 75°41′1,14″T / 45,38333°B 75,68333°T | 46°6′30″B 64°47′0″T / 46,10833°B 64,78333°T   |
| EdmontonMonctonMontréalOttawaVancouverWinnipeg  | EdmontonMonctonMontréalOttawaVancouverWinnipeg | Sức chứa: 24.000                                   | Sức chứa: 13.000                              |
| EdmontonMonctonMontréalOttawaVancouverWinnipeg  | EdmontonMonctonMontréalOttawaVancouverWinnipeg | Mặt sân: FieldTurf                                 | Mặt sân: FieldTurf                            |
| EdmontonMonctonMontréalOttawaVancouverWinnipeg  | EdmontonMonctonMontréalOttawaVancouverWinnipeg | Múi giờ: EDT (UTC−4)                               | Múi giờ: ADT (UTC−3)                          |
| EdmontonMonctonMontréalOttawaVancouverWinnipeg  | EdmontonMonctonMontréalOttawaVancouverWinnipeg |                                                    |                                               |

### Vấn đề mặt cỏ nhân tạo
Tất cả các địa điểm của giải đều sở hữu mặt sân cỏ nhân tạo, điều mà nhiều vận động viên tin rằng gây ra nguy cơ chấn thương cao hơn bình thường cho họ. Trên 50 cầu thủ đã bày tỏ sự phản đối việc sử dụng cỏ nhân tạo thay vì cỏ tự nhiên và cho rằng điều này cho thấy sự phân biệt giới tính. Họ cụ thể hóa bằng việc đệ đơn kiện quyết định của FIFA để giải thi đấu trên mặt sân nhân tạo, cho rằng FIFA sẽ không bao giờ để World Cup của nam phải thi đấu trên mặt cỏ "không an toàn" như vậy và vì vậy những nhà tổ chức đã vi phạm Đạo luật Nhân quyền Canada. Cầu thủ nữ xuất sắc nhất năm 2012 Abby Wambach cũng nhấn mạnh rằng "nam giới [cũng] sẽ phản ứng khi phải đá trên sân nhân tạo." Một là đơn được nộp lên Tòa án Nhân quyền Ontario vào ngày 1 tháng 10 năm 2014 của một nhóm cầu thủ nữ quốc tế nhằm chống lại FIFA và Liên đoàn bóng đá Canada chỉ ra rằng, vào năm 1994, FIFA đã chi ra 2 triệu đôla Mỹ để trồng cỏ tự nhiên thay cho mặt cỏ nhân tạo tại sân vận động Giants ở New Jersey và sân Silverdome ở Detroit. Một số nhân vật nổi tiếng và cầu thủ bày tỏ sự ủng hộ các cầu thủ bóng đá nữ, trong đó có thủ môn Tim Howard. Dù đứng trước khả năng giải bị tẩy chay, trưởng ban chịu trách nhiệm về các giải đấu của nữ của FIFA, bà Tatjana Haenni, vẫn một mực khẳng định "Chúng ta sẽ hi đấu trên sân cỏ nhân tạo và sẽ không có phương án B nào cả." Vào tháng 1 năm 2015, các cầu thủ rút đơn kiện của họ.
Trong thời gian giải đấu diễn ta, tiền đạo Michelle Heyman của Úc tỏ ra hết sức phàn nàn về điều kiện thi đấu, cho rằng mặt sân như "than nóng".

## Cầu thủ tham dự
Mỗi đội hình tham dự Giải vô địch bóng đá nữ thế giới 2015 gồm 23 cầu thủ (tối thiểu ba thủ môn), nhiều hơn hai so với năm 2011 và bằng số lượng của World Cup nam. Mỗi liên đoàn sẽ trình lên danh sách 23 cầu thủ cuối cùng tối thiểu 10 ngày làm việc trước khi giải khai mạc. Việc thay thế các cầu thủ chấn thương nặng phải được thực hiện 24 giờ trước trận đấu đầu tiên của đội tuyển đó.
Danh sách cầu thủ cuối cùng được FIFA chính thức công bố ngày 28 tháng 5 năm 2015. Formiga của Brasil và Sawa Homare của Nhật Bản đều có lần thứ sáu được dự World Cup, một kỷ lục đối với cả bóng đá nam và nữ.

## Trọng tài
Có tổng số 22 trọng tài, 7 trọng tài hỗ trợ, và 44 trợ lý trọng tài được lựa chọn cho giải.
| Liên đoàn | Trọng tài                         |
| --------- | --------------------------------- |
| AFC       | Rita Gani (Malaysia)              |
| AFC       | Abirami Naidu (Singapore)         |
| AFC       | Tần Lượng (Trung Quốc)            |
| AFC       | Ri Hyang-ok (CHDCND Triều Tiên)   |
| AFC       | Yamagishi Sachiko (Nhật Bản)      |
| CAF       | Gladys Lengwe (Zambia)            |
| CAF       | Thérèse Neguel (Cameroon)         |
| CAF       | Ledya Tafesse (Ethiopia)          |
| CONCACAF  | Quetzalli Alvarado (México)       |
| CONCACAF  | Melissa Borjas (Honduras)         |
| CONCACAF  | Carol Chenard (Canada)            |
| CONCACAF  | Margaret Domka (Hoa Kỳ)           |
| CONCACAF  | Michelle Pye (Canada)             |
| CONCACAF  | Lucia Venegas (México)            |
| CONMEBOL  | Salomé di Iorio (Argentina)       |
| CONMEBOL  | Yeimy Martinez (Colombia)         |
| CONMEBOL  | Olga Miranda (Paraguay)           |
| CONMEBOL  | Claudia Umpierrez (Uruguay)       |
| OFC       | Anna-Marie Keighley (New Zealand) |
| OFC       | Tupou Patia (Quần đảo Cook)       |
| UEFA      | Teodora Albon (România)           |
| UEFA      | Stéphanie Frappart (Pháp)         |
| UEFA      | Katalin Kulcsár (Hungary)         |
| UEFA      | Pernilla Larsson (Thụy Điển)      |
| UEFA      | Efthalia Mitsi (Hy Lạp)           |
| UEFA      | Kateryna Monzul (Ukraina)         |
| UEFA      | Esther Staubli (Thụy Sĩ)          |
| UEFA      | Bibiana Steinhaus (Đức)           |
| UEFA      | Carina Vitulano (Ý)               |

| Liên đoàn | Trợ lý trọng tài                    |
| --------- | ----------------------------------- |
| AFC       | Thôi Vịnh Mai (Trung Quốc)          |
| AFC       | Phương Yên (Trung Quốc)             |
| AFC       | Allyson Flynn (Úc)                  |
| AFC       | Sarah Ho (Úc)                       |
| AFC       | Hong Kum-Nyo (CHDCND Triều Tiên)    |
| AFC       | Kim Kyoung-Min (Hàn Quốc)           |
| AFC       | Widiya Shamsuri (Malaysia)          |
| AFC       | Teshirogi Naomi (Nhật Bản)          |
| CAF       | Ayawa Dzodope (Togo)                |
| CAF       | Bernadettar Kwimbira (Malawi)       |
| CAF       | Souad Oulhaj (Maroc)                |
| CAF       | Lidwine Rakotozafinoro (Madagascar) |
| CONCACAF  | Elizabeth Aguilar (El Salvador)     |
| CONCACAF  | Princess Brown (Jamaica)            |
| CONCACAF  | Enedina Caudillo (México)           |
| CONCACAF  | Marie-Josée Charbonneau (Canada)    |
| CONCACAF  | Mayte Chávez (México)               |
| CONCACAF  | Kimberly Moreira (Costa Rica)       |
| CONCACAF  | Suzanne Morisset (Canada)           |
| CONCACAF  | Shirley Perello (Honduras)          |
| CONMEBOL  | Janette Arcanjo (Brasil)            |
| CONMEBOL  | Liliana Bejarano (Bolivia)          |
| CONMEBOL  | Mariana de Almeida (Argentina)      |
| CONMEBOL  | Luciana Mascaraña (Uruguay)         |
| CONMEBOL  | Maria Rocco (Argentina)             |
| CONMEBOL  | Loreto Toloza (Chile)               |
| OFC       | Lata Kaumatule (Tonga)              |
| OFC       | Sarah Walker (New Zealand)          |
| UEFA      | Natalie Aspinall (Anh)              |
| UEFA      | Ella de Vries (Bỉ)                  |
| UEFA      | Petruța Iugulescu (România)         |
| UEFA      | Chrysoula Kourompylia (Hy Lạp)      |
| UEFA      | Angela Kyriakou (Síp)               |
| UEFA      | Manuela Nicolosi (Pháp)             |
| UEFA      | Anna Nyström (Thụy Điển)            |
| UEFA      | Michelle O'Neill (Cộng hòa Ireland) |
| UEFA      | Tonja Paavola (Phần Lan)            |
| UEFA      | Yolanda Parga (Tây Ban Nha)         |
| UEFA      | Natalie Rachynska (Ukraina)         |
| UEFA      | Katrin Rafalski (Đức)               |
| UEFA      | Lucie Ratajová (Cộng hòa Séc)       |
| UEFA      | Sanja Rođak-Karšić (Croatia)        |
| UEFA      | Mária Súkeníková (Slovakia)         |
| UEFA      | Marina Wozniak (Đức)                |

## Bốc thăm
Buổi lễ bốc thăm được tổ chức vào ngày 6 tháng 12 năm 2014 tại Bảo tàng Thiên nhiên Canada tại Ottawa, Canada. Các nhóm hạt giống được công bố một ngày trước đó. Do UEFA có tám đại diện, mà lại chỉ có sáu bảng đấu, vì thế sẽ có hai bảng gồm hai đội châu Âu. Ngoài ra sẽ không có bảng nào có hai đội cùng một liên đoàn khu vực.
| Nhóm 1 (Hạt giống)                                         | Nhóm 2 (CAF, CONCACAF, OFC)                                          | Nhóm 3 (AFC, CONMEBOL)                                     | Nhóm 4 (UEFA)                                            |
| ---------------------------------------------------------- | -------------------------------------------------------------------- | ---------------------------------------------------------- | -------------------------------------------------------- |
| Canada (chủ nhà) · Brasil · Pháp · Đức · Nhật Bản · Hoa Kỳ | Cameroon · Bờ Biển Ngà · Nigeria · Costa Rica · México · New Zealand | Úc · Trung Quốc · Hàn Quốc · Thái Lan · Colombia · Ecuador | Anh · Hà Lan · Na Uy · Tây Ban Nha · Thụy Điển · Thụy Sĩ |

- Mặc dù có thứ hạng FIFA thấp hơn, Brasil vẫn được ở nhóm trên so với Thụy Điển vì lý do địa lý.[46][47][48]
- Trước loạt bốc thăm, ban tổ chức xếp các đội sau mặc định vào từng bảng: Đức ở bảng B, Nhật ở bảng C, Hoa Kỳ ở bảng D, Brasil ở bảng E, còn Pháp ở bảng F; chủ nhà Canada có mặt sẵn ở bảng A từ khi giành được quyền đang cai.[49] Tuy nhiên việc không bốc thăm cho các đội hạt giống đã gây ra một số phản ứng.[50][51][52] Một phát ngôn viên của FIFA sau đó xác nhận rằng việc các đội được định sẵn vào các bảng đấu như vậy là vì muốn tăng tỉ suất theo dõi trên truyền hình và doanh số bán vé.[53]

## Vòng bảng
Lịch thi đấu dự kiến của giải được phát hành vào ngày 21 tháng 3 năm 2013, với chủ nhà Canada được đặt ở vị trí A1. Lịch thi đấu cuối cùng với thời gian trận đấu được công bố ngay sau khi lễ bốc thăm kết thúc.
| Vô địch Á quân | Hạng ba Hạng tư | Tứ kết Vòng 16 đội | Vòng bảng |

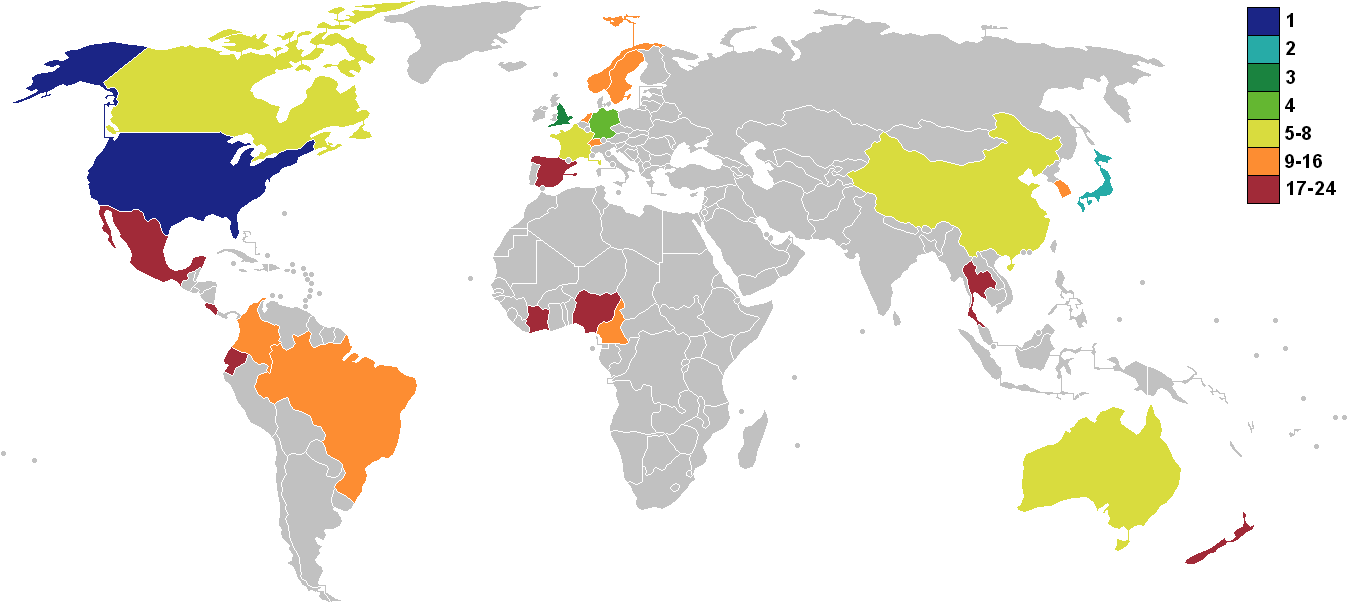
Vô địch
Á quân
Hạng ba
Hạng tư
Tứ kết
Vòng 16 đội
Vòng bảng

Vòng một, hay vòng bảng, gồm có 24 đội và được chia thành sáu bảng 4 đội. Mỗi bảng được diễn ra theo thể thức vòng tròn một lượt gồm sáu trận, trong đó mỗi đội đá một trận với từng đội còn lại trong bảng. Các đội được trao 3 điểm cho một trận thắng, 1 điểm cho một trận hòa và không điểm nào
Việc xếp hạng của mỗi đội trong mỗi bảng được xác định như sau:
1. Điểm số trong tất cả các trận đấu vòng bảng;
2. Hiệu số bàn thắng trong tất cả các trận đấu vòng bảng;
3. Số bàn thắng trong tất cả các trận đấu vòng bảng;

Nếu nhiều hơn hai đội bằng nhau về các tiêu chí trên, thứ hạng của họ sẽ được xác định như sau:
1. Điểm số trong các trận đấu vòng bảng giữa các đội có liên quan;
2. Hiệu số bàn thắng trong các trận đấu vòng bảng giữa các đội có liên quan;
3. Số bàn thắng trong các trận đấu vòng bảng giữa các đội có liên quan;
4. Bốc thăm của Ban tổ chức FIFA.

### Bảng A

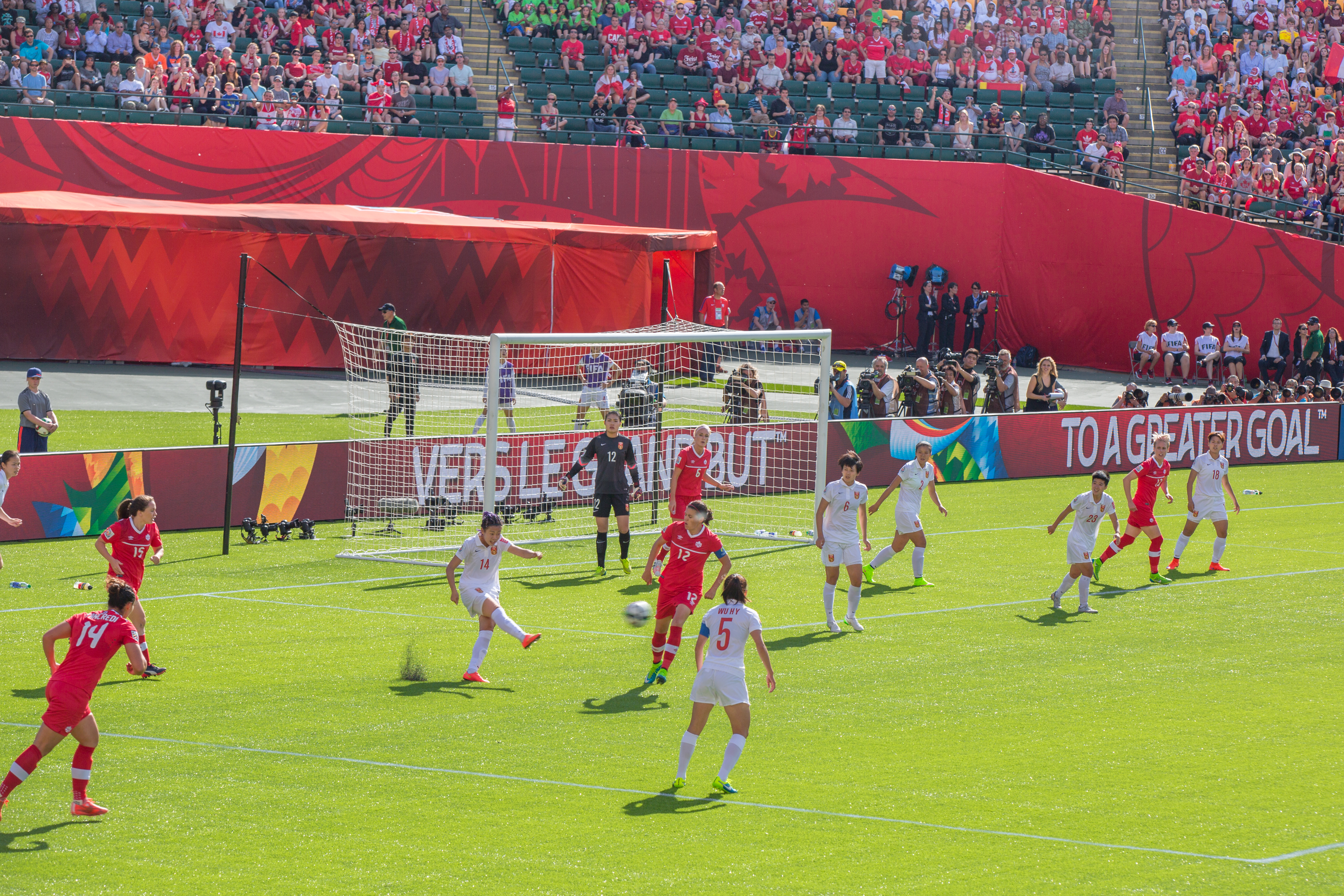
Canada v Trung Quốc

| VT | Đội         | ST | T | H | B | BT | BB | HS | Đ | Giành quyền tham dự                     |
| -- | ----------- | -- | - | - | - | -- | -- | -- | - | --------------------------------------- |
| 1  | Canada (H)  | 3  | 1 | 2 | 0 | 2  | 1  | +1 | 5 | Giành quyền vào vòng đấu loại trực tiếp |
| 2  | Trung Quốc  | 3  | 1 | 1 | 1 | 3  | 3  | 0  | 4 | Giành quyền vào vòng đấu loại trực tiếp |
| 3  | Hà Lan      | 3  | 1 | 1 | 1 | 2  | 2  | 0  | 4 | Giành quyền vào vòng đấu loại trực tiếp |
| 4  | New Zealand | 3  | 0 | 2 | 1 | 2  | 3  | −1 | 2 |                                         |

| 6 tháng 6 năm 2015  |  |     |  |             |                                     |
| Canada              |  | 1–0 |  | Trung Quốc  | Sân vận động Commonwealth, Edmonton |
| New Zealand         |  | 0–1 |  | Hà Lan      | Sân vận động Commonwealth, Edmonton |
| 11 tháng 6 năm 2015 |  |     |  |             |                                     |
| Trung Quốc          |  | 1–0 |  | Hà Lan      | Sân vận động Commonwealth, Edmonton |
| Canada              |  | 0–0 |  | New Zealand | Sân vận động Commonwealth, Edmonton |
| 15 tháng 6 năm 2015 |  |     |  |             |                                     |
| Hà Lan              |  | 1–1 |  | Canada      | Sân vận động Olympic, Montréal      |
| Trung Quốc          |  | 2–2 |  | New Zealand | Sân vận động Winnipeg, Winnipeg     |

### Bảng B
| VT | Đội         | ST | T | H | B | BT | BB | HS  | Đ | Giành quyền tham dự                     |
| -- | ----------- | -- | - | - | - | -- | -- | --- | - | --------------------------------------- |
| 1  | Đức         | 3  | 2 | 1 | 0 | 15 | 1  | +14 | 7 | Giành quyền vào vòng đấu loại trực tiếp |
| 2  | Na Uy       | 3  | 2 | 1 | 0 | 8  | 2  | +6  | 7 | Giành quyền vào vòng đấu loại trực tiếp |
| 3  | Thái Lan    | 3  | 1 | 0 | 2 | 3  | 10 | −7  | 3 |                                         |
| 4  | Bờ Biển Ngà | 3  | 0 | 0 | 3 | 3  | 16 | −13 | 0 |                                         |

| 7 tháng 6 năm 2015  |  |      |  |             |                                 |
| Na Uy               |  | 4–0  |  | Thái Lan    | Sân vận động Lansdowne, Ottawa  |
| Đức                 |  | 10–0 |  | Bờ Biển Ngà | Sân vận động Lansdowne, Ottawa  |
| 11 tháng 6 năm 2015 |  |      |  |             |                                 |
| Đức                 |  | 1–1  |  | Na Uy       | Sân vận động Lansdowne, Ottawa  |
| Bờ Biển Ngà         |  | 2–3  |  | Thái Lan    | Sân vận động Lansdowne, Ottawa  |
| 15 tháng 6 năm 2015 |  |      |  |             |                                 |
| Thái Lan            |  | 0–4  |  | Đức         | Sân vận động Winnipeg, Winnipeg |
| Bờ Biển Ngà         |  | 1–3  |  | Na Uy       | Sân vận động Moncton, Moncton   |

### Bảng C
| VT | Đội      | ST | T | H | B | BT | BB | HS  | Đ | Giành quyền tham dự                     |
| -- | -------- | -- | - | - | - | -- | -- | --- | - | --------------------------------------- |
| 1  | Nhật Bản | 3  | 3 | 0 | 0 | 4  | 1  | +3  | 9 | Giành quyền vào vòng đấu loại trực tiếp |
| 2  | Cameroon | 3  | 2 | 0 | 1 | 9  | 3  | +6  | 6 | Giành quyền vào vòng đấu loại trực tiếp |
| 3  | Thụy Sĩ  | 3  | 1 | 0 | 2 | 11 | 4  | +7  | 3 | Giành quyền vào vòng đấu loại trực tiếp |
| 4  | Ecuador  | 3  | 0 | 0 | 3 | 1  | 17 | −16 | 0 |                                         |

| 8 tháng 6 năm 2015  |  |      |  |          |                                     |
| Cameroon            |  | 6–0  |  | Ecuador  | BC Place, Vancouver                 |
| Nhật Bản            |  | 1–0  |  | Thụy Sĩ  | BC Place, Vancouver                 |
| 12 tháng 6 năm 2015 |  |      |  |          |                                     |
| Thụy Sĩ             |  | 10–1 |  | Ecuador  | BC Place, Vancouver                 |
| Nhật Bản            |  | 2–1  |  | Cameroon | BC Place, Vancouver                 |
| 16 tháng 6 năm 2015 |  |      |  |          |                                     |
| Ecuador             |  | 0–1  |  | Nhật Bản | Sân vận động Winnipeg, Winnipeg     |
| Thụy Sĩ             |  | 1–2  |  | Cameroon | Sân vận động Commonwealth, Edmonton |

### Bảng D
| VT | Đội       | ST | T | H | B | BT | BB | HS | Đ | Giành quyền tham dự                     |
| -- | --------- | -- | - | - | - | -- | -- | -- | - | --------------------------------------- |
| 1  | Hoa Kỳ    | 3  | 2 | 1 | 0 | 4  | 1  | +3 | 7 | Giành quyền vào vòng đấu loại trực tiếp |
| 2  | Úc        | 3  | 1 | 1 | 1 | 4  | 4  | 0  | 4 | Giành quyền vào vòng đấu loại trực tiếp |
| 3  | Thụy Điển | 3  | 0 | 3 | 0 | 4  | 4  | 0  | 3 | Giành quyền vào vòng đấu loại trực tiếp |
| 4  | Nigeria   | 3  | 0 | 1 | 2 | 3  | 6  | −3 | 1 |                                         |

| 8 tháng 6 năm 2015  |  |     |  |           |                                     |
| Thụy Điển           |  | 3–3 |  | Nigeria   | Sân vận động Winnipeg, Winnipeg     |
| Hoa Kỳ              |  | 3–1 |  | Úc        | Sân vận động Winnipeg, Winnipeg     |
| 12 tháng 6 năm 2015 |  |     |  |           |                                     |
| Úc                  |  | 2–0 |  | Nigeria   | Sân vận động Winnipeg, Winnipeg     |
| Hoa Kỳ              |  | 0–0 |  | Thụy Điển | Sân vận động Winnipeg, Winnipeg     |
| 16 tháng 6 năm 2015 |  |     |  |           |                                     |
| Nigeria             |  | 0–1 |  | Hoa Kỳ    | BC Place, Vancouver                 |
| Úc                  |  | 1–1 |  | Thụy Điển | Sân vận động Commonwealth, Edmonton |

### Bảng E
| VT | Đội         | ST | T | H | B | BT | BB | HS | Đ | Giành quyền tham dự                     |
| -- | ----------- | -- | - | - | - | -- | -- | -- | - | --------------------------------------- |
| 1  | Brasil      | 3  | 3 | 0 | 0 | 4  | 0  | +4 | 9 | Giành quyền vào vòng đấu loại trực tiếp |
| 2  | Hàn Quốc    | 3  | 1 | 1 | 1 | 4  | 5  | −1 | 4 | Giành quyền vào vòng đấu loại trực tiếp |
| 3  | Costa Rica  | 3  | 0 | 2 | 1 | 3  | 4  | −1 | 2 |                                         |
| 4  | Tây Ban Nha | 3  | 0 | 1 | 2 | 2  | 4  | −2 | 1 |                                         |

| 9 tháng 6 năm 2015  |  |     |  |             |                                |
| Tây Ban Nha         |  | 1–1 |  | Costa Rica  | Sân vận động Olympic, Montréal |
| Brasil              |  | 2–0 |  | Hàn Quốc    | Sân vận động Olympic, Montréal |
| 13 tháng 6 năm 2015 |  |     |  |             |                                |
| Brasil              |  | 1–0 |  | Tây Ban Nha | Sân vận động Olympic, Montréal |
| Hàn Quốc            |  | 2–2 |  | Costa Rica  | Sân vận động Olympic, Montréal |
| 17 tháng 6 năm 2015 |  |     |  |             |                                |
| Costa Rica          |  | 0–1 |  | Brasil      | Sân vận động Moncton, Moncton  |
| Hàn Quốc            |  | 2–1 |  | Tây Ban Nha | Sân vận động Lansdowne, Ottawa |

### Bảng F
| VT | Đội      | ST | T | H | B | BT | BB | HS | Đ | Giành quyền tham dự                     |
| -- | -------- | -- | - | - | - | -- | -- | -- | - | --------------------------------------- |
| 1  | Pháp     | 3  | 2 | 0 | 1 | 6  | 2  | +4 | 6 | Giành quyền vào vòng đấu loại trực tiếp |
| 2  | Anh      | 3  | 2 | 0 | 1 | 4  | 3  | +1 | 6 | Giành quyền vào vòng đấu loại trực tiếp |
| 3  | Colombia | 3  | 1 | 1 | 1 | 4  | 3  | +1 | 4 | Giành quyền vào vòng đấu loại trực tiếp |
| 4  | México   | 3  | 0 | 1 | 2 | 2  | 8  | −6 | 1 |                                         |

| 9 tháng 6 năm 2015  |  |     |  |          |                                |
| Pháp                |  | 1–0 |  | Anh      | Sân vận động Moncton, Moncton  |
| Colombia            |  | 1–1 |  | México   | Sân vận động Moncton, Moncton  |
| 13 tháng 6 năm 2015 |  |     |  |          |                                |
| Pháp                |  | 0–2 |  | Colombia | Sân vận động Moncton, Moncton  |
| Anh                 |  | 2–1 |  | México   | Sân vận động Moncton, Moncton  |
| 17 tháng 6 năm 2015 |  |     |  |          |                                |
| México              |  | 0–5 |  | Pháp     | Sân vận động Lansdowne, Ottawa |
| Anh                 |  | 2–1 |  | Colombia | Sân vận động Olympic, Montréal |

### Thứ tự các đội xếp thứ ba
| VT | Bg | Đội        | ST | T | H | B | BT | BB | HS | Đ | Giành quyền tham dự     |
| -- | -- | ---------- | -- | - | - | - | -- | -- | -- | - | ----------------------- |
| 1  | F  | Colombia   | 3  | 1 | 1 | 1 | 4  | 3  | +1 | 4 | Vòng đấu loại trực tiếp |
| 2  | A  | Hà Lan     | 3  | 1 | 1 | 1 | 2  | 2  | 0  | 4 | Vòng đấu loại trực tiếp |
| 3  | C  | Thụy Sĩ    | 3  | 1 | 0 | 2 | 11 | 4  | +7 | 3 | Vòng đấu loại trực tiếp |
| 4  | D  | Thụy Điển  | 3  | 0 | 3 | 0 | 4  | 4  | 0  | 3 | Vòng đấu loại trực tiếp |
| 5  | B  | Thái Lan   | 3  | 1 | 0 | 2 | 3  | 10 | −7 | 3 |                         |
| 6  | E  | Costa Rica | 3  | 0 | 2 | 1 | 3  | 4  | −1 | 2 |                         |

## Vòng đấu loại trực tiếp
Vòng đấu loại trực tiếp hay vòng knock-out gồm 16 đội vượt qua vòng bảng. Có bốn vòng đấu nhỏ và sau mỗi vòng đấu một nửa số đội sẽ đi tiếp vào vòng sau theo thứ tự: vòng 16 đội, tứ kết, bán kết, và chung kết. Ngoài tra còn có trận đấu xác định đội đứng thứ ba và thứ tư. Đối với mỗi trận ở vòng knock-out, mỗi trận hòa sau 90 phút sẽ được tiếp tục bằng 30 phút hiệp phụ; nếu tỉ số vẫn bất phân thắng bại, loạt luân lưu 11m sẽ được sử dụng để xác định đội thắng. Các cầu thủ chỉ phải nhận duy nhất một thẻ vàng sẽ được xóa thẻ sau vòng tứ kết, đảm bảo không có cầu thủ nào vắng mặt trong trận chung kết vì thẻ vàng ở bán kết.
|  | Vòng 16 đội            | Vòng 16 đội            |                        |       | Tứ kết        | Tứ kết        |                      |                      | Bán kết | Bán kết |  |  | Chung kết | Chung kết |
|  |                        |                        |                        |       |               |               |                      |                      |         |         |  |  |           |           |
|  | 20 tháng 6 – Edmonton  |                        |                        |       |               |               |                      |                      |         |         |  |  |           |           |
|  |                        |                        |                        |       |               |               |                      |                      |         |         |  |  |           |           |
|  | Trung Quốc             | 1                      |                        |       |               |               |                      |                      |         |         |  |  |           |           |
|  | Trung Quốc             | 1                      | 26 tháng 6 – Ottawa    |       |               |               |                      |                      |         |         |  |  |           |           |
|  | Cameroon               | 0                      |                        |       |               |               |                      |                      |         |         |  |  |           |           |
|  | Cameroon               | 0                      | Trung Quốc             | 0     |               |               |                      |                      |         |         |  |  |           |           |
|  | 22 tháng 6 – Edmonton  |                        | Trung Quốc             | 0     |               |               |                      |                      |         |         |  |  |           |           |
|  |                        | Hoa Kỳ                 | 1                      |       |               |               |                      |                      |         |         |  |  |           |           |
|  | Hoa Kỳ                 | Hoa Kỳ                 | 1                      | 2     |               |               |                      |                      |         |         |  |  |           |           |
|  | Hoa Kỳ                 |                        | 30 tháng 6 – Montréal  | 2     |               |               |                      |                      |         |         |  |  |           |           |
|  | Colombia               | 0                      |                        |       |               |               |                      |                      |         |         |  |  |           |           |
|  | Colombia               | 0                      | Hoa Kỳ                 | 2     |               |               |                      |                      |         |         |  |  |           |           |
|  | 20 tháng 6 – Ottawa    |                        | Hoa Kỳ                 | 2     |               |               |                      |                      |         |         |  |  |           |           |
|  |                        | Đức                    | 0                      |       |               |               |                      |                      |         |         |  |  |           |           |
|  | Đức                    | Đức                    | 0                      | 4     |               |               |                      |                      |         |         |  |  |           |           |
|  | Đức                    | 26 tháng 6 – Montréal  |                        | 4     |               |               |                      |                      |         |         |  |  |           |           |
|  | Thụy Điển              | 1                      |                        |       |               |               |                      |                      |         |         |  |  |           |           |
|  | Thụy Điển              | 1                      | Đức (pen.)             | 1 (5) |               |               |                      |                      |         |         |  |  |           |           |
|  | 21 tháng 6 – Montréal  |                        | Đức (pen.)             | 1 (5) |               |               |                      |                      |         |         |  |  |           |           |
|  |                        | Pháp                   | 1 (4)                  |       |               |               |                      |                      |         |         |  |  |           |           |
|  | Pháp                   | Pháp                   | 1 (4)                  | 3     |               |               |                      |                      |         |         |  |  |           |           |
|  | Pháp                   |                        | 5 tháng 7 – Vancouver  | 3     |               |               |                      |                      |         |         |  |  |           |           |
|  | Hàn Quốc               | 0                      |                        |       |               |               |                      |                      |         |         |  |  |           |           |
|  | Hàn Quốc               | 0                      | Hoa Kỳ                 | 5     |               |               |                      |                      |         |         |  |  |           |           |
|  | 21 tháng 6 – Moncton   |                        | Hoa Kỳ                 | 5     |               |               |                      |                      |         |         |  |  |           |           |
|  |                        | Nhật Bản               | 2                      |       |               |               |                      |                      |         |         |  |  |           |           |
|  | Brasil                 | Nhật Bản               | 2                      | 0     |               |               |                      |                      |         |         |  |  |           |           |
|  | Brasil                 | 27 tháng 6 – Edmonton  |                        | 0     |               |               |                      |                      |         |         |  |  |           |           |
|  | Úc                     | 1                      |                        |       |               |               |                      |                      |         |         |  |  |           |           |
|  | Úc                     | 1                      | Úc                     | 0     |               |               |                      |                      |         |         |  |  |           |           |
|  | 23 tháng 6 – Vancouver |                        | Úc                     | 0     |               |               |                      |                      |         |         |  |  |           |           |
|  |                        | Nhật Bản               | 1                      |       |               |               |                      |                      |         |         |  |  |           |           |
|  | Nhật Bản               | Nhật Bản               | 1                      | 2     |               |               |                      |                      |         |         |  |  |           |           |
|  | Nhật Bản               |                        | 1 tháng 7 – Edmonton   | 2     |               |               |                      |                      |         |         |  |  |           |           |
|  | Hà Lan                 | 1                      |                        |       |               |               |                      |                      |         |         |  |  |           |           |
|  | Hà Lan                 | 1                      | Nhật Bản               | 2     |               |               |                      |                      |         |         |  |  |           |           |
|  | 22 tháng 6 – Ottawa    |                        | Nhật Bản               | 2     |               |               |                      |                      |         |         |  |  |           |           |
|  |                        | Anh                    | 1                      |       | Tranh hạng ba | Tranh hạng ba |                      |                      |         |         |  |  |           |           |
|  | Na Uy                  | Anh                    | 1                      | 1     | Tranh hạng ba | Tranh hạng ba |                      |                      |         |         |  |  |           |           |
|  | Na Uy                  | 27 tháng 6 – Vancouver | 27 tháng 6 – Vancouver | 1     |               |               | 4 tháng 7 – Edmonton | 4 tháng 7 – Edmonton |         |         |  |  |           |           |
|  | Anh                    | 27 tháng 6 – Vancouver | 27 tháng 6 – Vancouver | 2     |               |               | 4 tháng 7 – Edmonton | 4 tháng 7 – Edmonton |         |         |  |  |           |           |
|  | Anh                    | Anh                    | 2                      | 2     | Đức           | 0             |                      |                      |         |         |  |  |           |           |
|  | 21 tháng 6 – Vancouver | Anh                    | 2                      |       | Đức           | 0             |                      |                      |         |         |  |  |           |           |
|  |                        | Canada                 | 1                      |       | Anh (h.p.)    | 1             |                      |                      |         |         |  |  |           |           |
|  | Canada                 | Canada                 | 1                      | 1     | Anh (h.p.)    | 1             |                      |                      |         |         |  |  |           |           |
|  | Canada                 |                        |                        | 1     |               |               |                      |                      |         |         |  |  |           |           |
|  | Thụy Sĩ                | 0                      |                        |       |               |               |                      |                      |         |         |  |  |           |           |
|  | Thụy Sĩ                | 0                      |                        |       |               |               |                      |                      |         |         |  |  |           |           |

Các cặp đấu ở vòng 16 đội
Các đội hạng ba giành quyền vào vòng loại trực tiếp sẽ thi đấu với một trong số các đội nhất bảng A, B, C và D dựa theo một bảng biểu ở Mục 28 trong điều lệ của giải.
| Đội thứ ba thuộc các bảng: | Canada (1A) gặp: | Đức (1B) gặp: | Nhật Bản (1C) gặp: | Hoa Kỳ (1D) gặp: |
| -------------------------- | ---------------- | ------------- | ------------------ | ---------------- |
| A B C D                    | 3C               | 3D            | 3A                 | 3B               |
| A B C E                    | 3C               | 3A            | 3B                 | 3E               |
| A B C F                    | 3C               | 3A            | 3B                 | 3F               |
| A B D E                    | 3D               | 3A            | 3B                 | 3E               |
| A B D F                    | 3D               | 3A            | 3B                 | 3F               |
| A B E F                    | 3E               | 3A            | 3B                 | 3F               |
| A C D E                    | 3C               | 3D            | 3A                 | 3E               |
| A C D F                    | 3C               | 3D            | 3A                 | 3F               |
| A C E F                    | 3C               | 3A            | 3F                 | 3E               |
| A D E F                    | 3D               | 3A            | 3F                 | 3E               |
| B C D E                    | 3C               | 3D            | 3B                 | 3E               |
| B C D F                    | 3C               | 3D            | 3B                 | 3F               |
| B C E F                    | 3E               | 3C            | 3B                 | 3F               |
| B D E F                    | 3E               | 3D            | 3B                 | 3F               |
| C D E F                    | 3C               | 3D            | 3F                 | 3E               |

### Vòng 16 đội
| Đức                                                | 4–1      | Thụy Điển    |
| -------------------------------------------------- | -------- | ------------ |
| Mittag 24' · Šašić 36' (ph.đ.), 78' · Marozsán 88' | Chi tiết | Sembrant 82' |

| Trung Quốc        | 1–0      | Cameroon |
| ----------------- | -------- | -------- |
| Vương San San 12' | Chi tiết |          |

| Brasil | 0–1      | Úc        |
| ------ | -------- | --------- |
|        | Chi tiết | Simon 80' |

| Pháp                      | 3–0      | Hàn Quốc |
| ------------------------- | -------- | -------- |
| Delie 4', 48' · Thomis 8' | Chi tiết |          |

| Canada       | 1–0      | Thụy Sĩ |
| ------------ | -------- | ------- |
| Bélanger 52' | Chi tiết |         |

| Na Uy           | 1–2      | Anh                       |
| --------------- | -------- | ------------------------- |
| Gulbrandsen 54' | Chi tiết | Houghton 61' · Bronze 76' |

| Hoa Kỳ                         | 2–0      | Colombia |
| ------------------------------ | -------- | -------- |
| Morgan 53' · Lloyd 66' (ph.đ.) | Chi tiết |          |

| Nhật Bản                     | 2–1      | Hà Lan            |
| ---------------------------- | -------- | ----------------- |
| Ariyoshi 10' · Sakaguchi 78' | Chi tiết | van der Ven 90+2' |

### Tứ kết
| Đức                                            | 1–1 (s.h.p.) | Pháp                                      |
| ---------------------------------------------- | ------------ | ----------------------------------------- |
| Šašić 84' (ph.đ.)                              | Chi tiết     | Nécib 64'                                 |
| Loạt sút luân lưu                              |              |                                           |
| Behringer · Laudehr · Peter · Marozsán · Šašić | 5–4          | Thiney · Abily · Nécib · Renard · Lavogez |

| Trung Quốc | 0–1      | Hoa Kỳ    |
| ---------- | -------- | --------- |
|            | Chi tiết | Lloyd 51' |

| Úc | 0–1      | Nhật Bản     |
| -- | -------- | ------------ |
|    | Chi tiết | Iwabuchi 87' |

| Anh                     | 2–1      | Canada       |
| ----------------------- | -------- | ------------ |
| Taylor 11' · Bronze 14' | Chi tiết | Sinclair 42' |

### Bán kết
| Hoa Kỳ                         | 2–0      | Đức |
| ------------------------------ | -------- | --- |
| Lloyd 69' (ph.đ.) · O'Hara 84' | Chi tiết |     |

| Nhật Bản                                  | 2–1      | Anh                  |
| ----------------------------------------- | -------- | -------------------- |
| Miyama 33' (ph.đ.) · Bassett 90+2' (l.n.) | Chi tiết | Williams 40' (ph.đ.) |

### Tranh hạng ba
| Đức | 0–1 (s.h.p.) | Anh                   |
| --- | ------------ | --------------------- |
|     | Chi tiết     | Williams 108' (ph.đ.) |

### Chung kết
| Hoa Kỳ                                      | 5–2      | Nhật Bản                        |
| ------------------------------------------- | -------- | ------------------------------- |
| Lloyd 3', 5', 16' · Holiday 14' · Heath 54' | Chi tiết | Ōgimi 27' · Johnston 52' (l.n.) |

## Vô địch
| Vô địch World Cup 2015 Hoa Kỳ Lần thứ ba |

## Danh sách cầu thủ ghi bàn
6 bàn
- Célia Šašić
- Carli Lloyd

5 bàn
- Anja Mittag

3 bàn
- Fara Williams
- Gaëlle Enganamouit
- Ada Hegerberg
- Marie-Laure Delie
- Eugénie Le Sommer
- Ramona Bachmann
- Fabienne Humm
- Kyah Simon

2 bàn
- Lucy Bronze
- Karen Carney
- Ange N'Guessan
- Madeleine Ngono Mani
- Gabrielle Onguéné
- Christine Sinclair
- Lady Andrade
- Sara Däbritz
- Lena Petermann
- Kirsten van de Ven
- Megan Rapinoe
- Solveig Gulbrandsen
- Isabell Herlovsen
- Miyama Aya
- Ōgimi Yūki
- Orathai Srimanee
- Linda Sembrant
- Vương Lệ Tư
- Vương San San
- Lisa De Vanna

1 bàn
- Steph Houghton
- Fran Kirby
- Jodie Taylor
- Josée Nahi
- Andressa Alves
- Formiga
- Marta
- Raquel
- Christine Manie
- Ajara Nchout
- Josée Bélanger
- Ashley Lawrence
- Daniela Montoya
- Catalina Usme
- Melissa Herrera
- Raquel Rodríguez
- Karla Villalobos
- Melanie Behringer
- Simone Laudehr
- Melanie Leupolz
- Dzsenifer Marozsán
- Alexandra Popp
- Angie Ponce
- Lieke Martens
- Cho So-Hyun
- Jeon Ga-Eul
- Ji So-Yun
- Kim Soo-Yun
- Tobin Heath
- Lauren Holiday
- Alex Morgan
- Kelley O'Hara
- Christen Press
- Abby Wambach
- Fabiola Ibarra
- Verónica Pérez
- Maren Mjelde
- Trine Rønning
- Rebekah Stott
- Hannah Wilkinson
- Ariyoshi Saori
- Iwabuchi Mana
- Sakaguchi Mizuho
- Sameshima Aya
- Sugasawa Yuika
- Ngozi Okobi
- Francisca Ordega
- Asisat Oshoala
- Amandine Henry
- Louisa Nécib
- Élodie Thomis
- Verónica Boquete
- Victoria Losada
- Thanatta Chawong
- Nilla Fischer
- Sofia Jakobsson
- Eseosa Aigbogun
- Ana-Maria Crnogorčević
- Martina Moser

1 bàn phản lưới nhà
- Laura Bassett (trập gặp Nhật Bản)
- Julie Johnston (trập gặp Nhật Bản)
- Jennifer Ruiz (trận gặp Pháp)
- Desire Oparanozie (trận gặp Thụy Điển)

2 bàn phản lưới nhà
- Angie Ponce (2 lần trong trận gặp Thụy Sĩ)

Tin nguồn: FIFA.com

## Giải thưởng
Các giải thưởng sau được trao sau khi giải kết thúc.
| Ariyoshi Saori Lucy Bronze Julie Johnston | Megan Rapinoe Célia Šašić |

| Nadine Angerer | Kaihori Ayumi |

| Ada Hegerberg | Đường Giai Lệ |

Ghi chú
1. 1 2  Šašić và Lloyd có cùng số bàn thắng và số đường kiến tạo thành bàn (6 bàn, 1 kiến tạo). Šašić giành giải nhờ thi đấu với số phút ít hơn.

### Đội hình toàn sao
Đội hình toàn sao (All-Star Team) được Nhóm phân tích kĩ thuật của FIFA bình chọn bao gồm các tên tuổi sau:
| Thủ môn                                 | Hậu vệ | Tiền vệ | Tiền đạo                                                            |
| --------------------------------------- | --- | --- | ------------------------------------------------------------------- |
| Karen Bardsley Nadine Angerer Hope Solo | Kadeisha Buchanan Lucy Bronze Steph Houghton Wendie Renard Ariyoshi Saori Julie Johnston Meghan Klingenberg | Elise Kellond-Knight Amandine Henry Eugénie Le Sommer Miyama Aya Sakaguchi Mizuho Utsugi Rumi Carli Lloyd Megan Rapinoe | Lisa De Vanna Élodie Thomis Anja Mittag Célia Šašić Ramona Bachmann |

### Đội hình trong mơ
Đội hình trong mơ (Dream Team) được người dùng của fifa.com bầu chọn gồm các cầu thủ và huấn luyện viên sau:
| Thủ môn   | Hậu vệ                                                     | Tiền vệ                              | Tiền đạo                            | Huấn luyện viên |
| --------- | ---------------------------------------------------------- | ------------------------------------ | ----------------------------------- | --------------- |
| Hope Solo | Kadeisha Buchanan Wendie Renard Julie Johnston Ali Krieger | Miyama Aya Carli Lloyd Megan Rapinoe | Anja Mittag Célia Šašić Alex Morgan | Silvia Neid     |

## Tiền thưởng
Tổng số tiền thưởng được FIFA dành cho giải là 15 triệu USD, bằng 2,6% tổng tiền thưởng của Giải bóng đá vô địch thế giới 2014 (576 triệu đôla). Ngoài ra, mỗi đội trong số 24 đội tham dự sẽ được nhận 200.000 USD chi phí chuẩn bị trước giải đấu.
Đội vô địch Hoa Kỳ nhận 2 triệu đôla, bằng 5,7% số tiền đội tuyển Đức nhờ vô địch World Cup 2014 (35 triệu đôla). Tiền thưởng được phân bổ như sau:
- 100.000 USD – Cho mỗi đội bị loại tại vòng bảng (16 đội)
- 200.000 USD – Cho mỗi đội bị loại tại vòng vòng 16 đội (8 đội)
- 400.000 USD – Cho mỗi đội bị loại tại vòng tú kết (4 đội)
- 700.000 USD – Cho mỗi đội thua trận tại vòng bán kết (2 đội)
- 1,4 triệu USD – Đội á quân
- 2 triệu USD – Đội vô địch

## Bảng xếp hạng đội giải đấu
Theo quy ước thống kê trong bóng đá, các trận đấu phải quyết định bằng hiệp phụ được tính là thắng thua rõ ràng, trong khi các trận đấu quyết định bằng luân lưu 11m được tính là hòa.
| VT | Đội         | ST | T | H | B | BT | BB | HS  | Đ  | Kết quả chung cuộc    |
| -- | ----------- | -- | - | - | - | -- | -- | --- | -- | --------------------- |
| 1  | Hoa Kỳ      | 7  | 6 | 1 | 0 | 14 | 3  | +11 | 19 | Vô địch               |
| 2  | Nhật Bản    | 7  | 6 | 0 | 1 | 11 | 8  | +3  | 18 | Á quân                |
| 3  | Anh         | 7  | 5 | 0 | 2 | 10 | 7  | +3  | 15 | Hạng ba               |
| 4  | Đức         | 7  | 3 | 2 | 2 | 20 | 6  | +14 | 11 | Hạng tư               |
|    |             |    |   |   |   |    |    |     |    |                       |
| 5  | Pháp        | 5  | 3 | 1 | 1 | 10 | 3  | +7  | 10 | Bị loại ở tứ kết      |
| 6  | Canada (H)  | 5  | 2 | 2 | 1 | 4  | 3  | +1  | 8  | Bị loại ở tứ kết      |
| 7  | Úc          | 5  | 2 | 1 | 2 | 5  | 5  | 0   | 7  | Bị loại ở tứ kết      |
| 8  | Trung Quốc  | 5  | 2 | 1 | 2 | 4  | 4  | 0   | 7  | Bị loại ở tứ kết      |
|    |             |    |   |   |   |    |    |     |    |                       |
| 9  | Brasil      | 4  | 3 | 0 | 1 | 4  | 1  | +3  | 9  | Bị loại ở vòng 16 đội |
| 10 | Na Uy       | 4  | 2 | 1 | 1 | 9  | 4  | +5  | 7  | Bị loại ở vòng 16 đội |
| 11 | Cameroon    | 4  | 2 | 0 | 2 | 9  | 4  | +5  | 6  | Bị loại ở vòng 16 đội |
| 12 | Hà Lan      | 4  | 1 | 1 | 2 | 3  | 4  | −1  | 4  | Bị loại ở vòng 16 đội |
| 13 | Colombia    | 4  | 1 | 1 | 2 | 4  | 5  | −1  | 4  | Bị loại ở vòng 16 đội |
| 14 | Hàn Quốc    | 4  | 1 | 1 | 2 | 4  | 8  | −4  | 4  | Bị loại ở vòng 16 đội |
| 15 | Thụy Sĩ     | 4  | 1 | 0 | 3 | 11 | 5  | +6  | 3  | Bị loại ở vòng 16 đội |
| 16 | Thụy Điển   | 4  | 0 | 3 | 1 | 5  | 8  | −3  | 3  | Bị loại ở vòng 16 đội |
|    |             |    |   |   |   |    |    |     |    |                       |
| 17 | Thái Lan    | 3  | 1 | 0 | 2 | 3  | 10 | −7  | 3  | Bị loại ở vòng bảng   |
| 18 | Costa Rica  | 3  | 0 | 2 | 1 | 3  | 4  | −1  | 2  | Bị loại ở vòng bảng   |
| 19 | New Zealand | 3  | 0 | 2 | 1 | 2  | 3  | −1  | 2  | Bị loại ở vòng bảng   |
| 20 | Tây Ban Nha | 3  | 0 | 1 | 2 | 2  | 4  | −2  | 1  | Bị loại ở vòng bảng   |
| 21 | Nigeria     | 3  | 0 | 1 | 2 | 3  | 6  | −3  | 1  | Bị loại ở vòng bảng   |
| 22 | México      | 3  | 0 | 1 | 2 | 2  | 8  | −6  | 1  | Bị loại ở vòng bảng   |
| 23 | Bờ Biển Ngà | 3  | 0 | 0 | 3 | 3  | 16 | −13 | 0  | Bị loại ở vòng bảng   |
| 24 | Ecuador     | 3  | 0 | 0 | 3 | 1  | 17 | −16 | 0  | Bị loại ở vòng bảng   |

## Vòng loại Thế vận hội Mùa hè 2016
Giống như vòng loại Olympic trước, UEFA sử dụng World Cup để chọn lựa các đội tuyển châu Âu thi đấu ở môn bóng đá nữ Thê vận hội. châu Âu có ba suất tại giải đấu ở Brasil và các suất này sẽ gọi tên những đội bóng tiến xa nhất tại World Cup 2015 trừ Anh. Hai suất đầu thuộc về Pháp và Đức, các đội lần lượt lọt vào tới tứ kết và bán kết. Có bốn đội cùng dừng chân ở vòng 16 đội: Hà Lan, Na Uy, Thụy Điển và Thụy Sĩ. Tuy nhiên các tiêu chí xếp hạng của FIFA không được sử dụng; thay vào đó một giải đấu play-off được tổ chức vào tháng 3 năm 2016 nhằm xác định đội thứ ba góp mặt tại Thế vận hội với đội giành chiến thắng là Thụy Điển.
Mặc dù Anh là đội châu Âu có thành tích tốt nhất tại World Cup, họ không đủ điều kiện dự Thế vận hội. Hiệp hội Bóng đá Anh (FA) trực thuộc Hiệp hội Olympic Anh Quốc vào ngày 2 tháng 3 năm 2015 bày tỏ mong muốn đội Vương quốc Liên hiệp Anh thi đấu nếu Anh nhận được suất của mình. Tuy nhiên do phản đối của các liên đoàn bóng đá của Scotland, Wales và Bắc Ireland, cũng như động thái của FIFA cho biết họ sẽ không cho phép đội tuyển Vương quốc Liên hiệp Anh tham gia trừ khi cả bốn quốc gia Home Nations đồng ý, FA thông báo ngày 30 tháng 3 năm 2015 rằng họ rút lui trong việc tìm kiếm cơ hội để đội tuyển bóng đá Vương quốc Liên hiệp Anh dự giải. Trường hợp tương tự từng xảy ra tại Thế vận hội 2008, khi Anh cũng nằm trong top ba đội đứng đầu của UEFA ở Giải vô địch bóng đá nữ thế giới 2007. Mặc dù vậy đội tuyển bóng đá nữ Anh Quốc từng có tham dự giải đấu năm 2012 với tư cách chủ nhà.